# Olavi Mannonen
Olavi Mannonen   (Víborg, 7 de març de 1930 - Hèlsinki, 17 de març de 2019) fou un pentatleta finlandès que va competir durant la dècada de 1950.
El 1952 va prendre part en els Jocs Olímpics de Hèlsinki, on disputà dues proves del programa de pentatló modern. Junt a Lauri Vilkko i Olavi Rokka guanyà la medalla de bronze en la competició per equips, mentre en la competició individual fou cinquè. Quatre anys més tard, als Jocs de Melbourne, revalidà la medalla de bronze en la competició per equips, junt a Vaino Korhonen i Berndt Katter, mentre en la competició individual guanyà la medalla de plata, en finalitzar rere el suec Lars Hall.
En el seu palmarès també destaca una medalla de plata al Campionat del món de pentatló modern i el campionat nacional de 1953 i 1956. Fou escollit quatre vegades el millor pentatleta finlandès, el 1952-53 i 1955-56.